# Chicken Rugby
Il Chicken Rugby è un club italiano di rugby a 15.
I colori sociali sono il giallo e il verde a righe orizzontali.
La squadra è stata fondata nel 1956 da Cesare Ghezzi

## Storia
Il Chicken venne inizialmente creato da Cesare Ghezzi, già giocatore della Nazionale Italiana e allenatore nel dopoguerra del Rugby Milano, per avvicinare al rugby i ragazzini, che fino ad allora erano esclusi dai tornei federali. Dopo un inizio difficoltoso, con pochi sostegni dalle autorità Nazionali Cesare Ghezzi fonda la prima squadra giovanile di rugby in Italia nel 1956, che inizia ad allenare personalmente.
In quell'anno, la Federazione Italiana Rugby accetta l’affiliazione del Chicken, e finalmente la squadra inizia a partecipare al Torneo “Furio Cicogna”, il campionato giovanile di quei tempi.
La Federazione tuttavia accettò il tesseramento degli atleti del Chicken solo a partire dal 1959, quando i giocatori ebbero compiuto i 14 anni.
Col tempo l'ostinazione di Ghezzi venne premiata, e la pratica del rugby in età scolare divenne progressivamente un patrimonio condiviso del rugby italiano.

## I Valori del Rugby e lo sport in periferia
Grazie ai valori trasmessi anno dopo anno dal proprio fondatore, il Chicken porta avanti da sempre i più grandi valori di uno sport come il Rugby, insegnando con passione questa disciplina sportiva a ragazzi di ogni estrazione sociale e condizione fisica, nella convinzione che da ognuno di essi si possa e si debba tirare fuori un uomo ed un giocatore.
Dal 1990 il Chicken ha trasferito il suo campo di gioco a Rozzano, unendosi con la squadra locale. Da quel momento ha radicato la sua attività minirugby e giovanile soprattutto nei quartieri e nelle scuole della periferia sud di Milano e nell'hinterland circostante, diventando rapidamente il principale punto di riferimento per la pratica rugbistica nella zona. 
Attualmente il Chicken abbraccia nelle sue categorie di avviamento atleti  dalla under 6 alla under 12 (settore minirugby) e dalla under 14 alla under 18 (settore giovanile).
Gli atleti del settore adulto oltre che nel campionato di serie C sono impegnati sotto l'egida del Bocconi Sport Team della celebre università milanese (Università Bocconi) nel campionato nazionale UISP. Nel 2018 il Bocconi Sport Team ha conquistato il titolo di campione d'Italia.
Dal 2012 il Chicken ha avviato anche una intensa attività nel settore femminile, dando vita alla prima squadra attiva nella provincia di Milano. Le atlete gialloverdi hanno partecipato dal 2012 alla Coppa Italia. Dal 2015 insieme alle atlete del Cus Pavia col nome di Rocce partecipano al campionato nazionale di serie A. 
Il Chicken ha una lunga tradizione anche nel Rugby Seven, l'attività a sette giocatori che occupa abitualmente i mesi più caldi dell'anno e che vede la sua partecipazione a tornei nazionali ed esteri. Tra questi ultimi, l'appuntamento fisso con Rugby Festival di Amsterdam, cui il Chicken partecipa ininterrottamente dal 1988, prima squadra italiana, nonché squadra con maggior numero di partecipazioni.
Alle attività giovanili e seniores, il Chicken affianca una militanza ultradecennale nell'attività Old, riservata ai giocatori over 35 e senza limiti di età, partecipando a campionati e tornei.

## Il nome e la scelta dei colori
Il nome Chicken Rugby, nasce da un'errata traduzione in inglese della categoria sportiva “pulcini”.
Il pensiero ed il credo del Ghezzi era che il rugby non fosse solamente un gioco per energumeni dai bicipiti di pietra ma un gioco formativo, per bambini. Anzi, il miglior e più perfetto e più formativo degli sport per bambini.
La scelta dei colori fu per l'emulazione delle nazionali più forti preferite dal Ghezzi: Il giallo dei Wallabies dell'Australia e il verde degli Springboks del Sud Africa.

## L'Efferreà
Il grido di vittoria del Chicken è l'Effereà, di cui nessuno ha mai conosciuto il significato. 
"È il nostro grido, accompagna le nostre vittorie e i momenti di gioia. Forse per altri non sembra avere molto senso, ma per noi è parte della nostra storia e della nostra identità. È l’Efferreà e questa è la storia di come è nato!" Roberto Mariani prima di iniziare uno dei suoi racconti sul Chicken.
Ecco il testo: "Effereà-à, effereè-è, effereì-ì, effereò-ò, effereù-u, fra-fre-fri-fro-fru, alalà-qua-qua, alalà-qua-qua, ciribittattatà, ciribittattatà, urrah, urrah, urrah!".

## Campionati Seniores Maschile
| Cronistoria Chicken Rugby - Maschile |
| --- |
| - 1962/1964: serie C - 1964/1966: serie B - 1966/1988: serie C - 1988/1993: serie C2 - 1994/2002: serie C - 2002/2005: serie B (insieme al Cus Milano con il nome di Chicken Cus) - 2005/2006: serie C2 - 2007/2020: serie C / 2016/2020 (UISP) |

## Campionati Seniores Femminile
| Cronistoria Seniores Femminile                                     |
| ------------------------------------------------------------------ |
| - 2012/2014: Coppa Italia - 2015/2020: Serie A (Chicken Cus Pavia) |